# Reprezentacja Chorwacji w piłce siatkowej mężczyzn
Reprezentacja Chorwacji w piłce siatkowej mężczyzn – narodowa reprezentacja tego kraju, reprezentująca go na arenie międzynarodowej. Tylko jeden raz występowała w Mistrzostwach Świata.

## Rozgrywki międzynarodowe
Mistrzostwa świata:
- 2002 – 19. miejsce

Mistrzostwa Europy:
- 2005 – 8. miejsce
- 2007 – 14. miejsce
- 2015 – 15. miejsce
- 2021 – 14. miejsce
- 2023 – 12. miejsce

Liga Europejska:
- 2004 – 7. miejsce
- 2006 –  2. miejsce
- 2009 – 10. miejsce
- 2011 – 8. miejsce
- 2013 –  2. miejsce
- 2015 – 9. miejsce
- 2019 – 8. miejsce
- 2022 –  3. miejsce[3]
- 2023 –  3. miejsce[4]
- 2024 –  2. miejsce[5]

Srebrna Liga Europejska:
- 2018 –  1. miejsce
- 2021 – 4. miejsce